# 아메리칸 항공 1420편 활주로 이탈 사고
아메리칸 항공 1420편 활주로 이탈사고(영어: American Airlines Flight 1420)는 1999년 6월 1일 댈러스 포트워스 국제공항을 출발하여 리틀 록 공항에 착륙하려던 아메리칸 항공 1420편의 MD-82 항공기가 리틀 록에 착륙한 직후 활주로를 벗어난 사고이다. 탑승자 145명 중 사고기의 기장과 10명의 승객들이 사망하였지만 부기장을 포함한 134명은 생존하였다.

## 비행 승무원
1420편은 나이 48세의 기장 리처드 브시먼이 조종간을 잡고 있었다. 브시먼 기장은 아메리칸 항공의 최고 조종사이자 경험이 매우 풍부했으며 총 10,234시간의 비행 시간중 절반은 MD-80 비행으로 축적되어 있었다.
부조종사는 35세의 미셸 오리겔이었다. 오리겔 부조종사는 아메리칸 항공에 입사한지 1년도 채 안되었으며 아메리칸 항공에서의 비행 시간은 MD-80에서만 182시간이었다. 하지만 부조종사는 미 해군에서 조종사로 훈련을 받았으며 비행 경험이 있는 4,292시간은 사건 당시의 합계로 기업체 법인 조종사로서의 사전 상용 비행 경험이 있었다.

## 비행과 기상 조건
1420편은 중부 표준시 20:28분에 댈러스 포트워스를 출발하여 21:41분에 리틀 록에 도착하는 비행이었다. 하지만 비행 승무원들은 1420편에 탑승하기 전 조언을 받았는데 출발이 지연될 것이며, 미국 기상청에서 발표한 항공 기상에서는 1420편의 계획된 비행 경로를 따라 격심한 뇌우가 표시되고 있다는 내용이었다. 악천후로 인해 1420편으로 이륙할 항공기의 댈러스 포트워스 도착은 지연되었으며 비행 승무원들은 탑승 게이트 앞에서 계속 기다려야 했다. 항공 규정에 따르면 조종사의 최대 근무시간을 14시간이고 1420편은 그들의 근무일 마지막 비행 스케줄이었다. 부조종사는 만약 1420편이 23:16분까지 출발하지 못할 경우 그들의 규정된 시간을 초과할 것이라고 항공사의 비행 운항 관리자에 통보했다. 그리하여 항공기는 다른 MD-80으로 교체되었으며 기체 등록 번호는 N215AA, 22:40분에 댈러스 포트워스 출발을 허가했다.
23:04분에 항공 관제사는 기상 주의보로 리틀 록 공항이 포함된 공역에 격심한 뇌우가 표시되었음을 전달했다. 이런 경우 1420편은 어떤 이유로든 착륙할 수 없으며 대체공항으로 설정된 내슈빌 국제공항이나 아니면 댈러스 포트워스로 회항하는 방안을 선택할 수 있었다. 비행 승무원들은 리틀 록에 접근하는 동안 폭풍에 의한 번개를 목격했으나 기상 상황에 대한 의논과 동시에 리틀 록으로의 접근을 강행하는 것으로 결정했다.
미국 연방 교통 안전 위원회 사고 보고서에 따르면 비행 승무원들은 공항 근처의 뇌우 때문에 수직풍 경고음을 듣고 바람의 방향이 변하고 있음을 인지했다. 항공 관제에서는 처음에 22L 활주로로 착륙할 것을 지시하는 말을 했으나 22:39분에 관제사는 수직풍 경고와 바람의 방향이 변하고 있음을 전달했다. 그 결과 착륙하는 동안 맞바람으로 인해 부시먼 기장은 4R 활주로로 변경해줄 것을 요구하는 것과 동시에 4R 활주로를 향한 유시계 접근을 확인했다. 왜냐하면 그들은 이미 공항에 가까웠으며 관제사는 공항에서 직접적으로 4R 활주로에 착륙할 것을 1420편에 주문했다. 이는 몇 분간 1420편이 공항과 마주하는 결과가 되었는데, 사고기의 기상 레이다가 전방의 시야각이 좁았던데다 비행 승무원은 차례를 기다리는 동안 뇌우가 공항에 접근하는 것을 볼 수 없었다. 사고기가 4R 활주로에 접근했을 때 격심한 뇌우가 공항에 상륙했으며, 23:44분에 부조종사는 활주로가 보이지 않는다고 관제사에 통보했다. 관제사가 1420편에 4R 활주로로의 착륙을 허가했을 때 계기 착륙 장치(ILS) 접근법을 사용하게 된다.
비행 승무원들은 되도록 빨리 착륙하기 위해 서둘렀는데 이는 착륙 절차인 항공기의 착륙을 위한 체크리스트를 완전히 끝내지 못한 실수를 포함한 잘못된 판단으로 이어지게 되었다. 이는 일련의 사고로 이어지는 결정적인 순간이었으며 승무원들은 체크리스트에서 착륙시스템이 복합적으로 위태롭다는 것을 간과하게 된다. 또한 착륙했을 때 자동 스포일러 조절 레버를 움직이면 스포일러가 전개되는데 스포일러 시스템을 자동으로 올리는 것을 실패했을 뿐만 아니라 승무원들은 사고기의 자동 브레이크 시스템을 설정하는데도 실패했다. 자동스포일러와 자동브레이크는 항공기의 성능으로 비에 젖어 미끄러운 활주로 경계 내에서도 정지하는 것을 보장하며 특히 강한 돌풍에서는 필수가 된다. 비행 승무원들은 착륙시의 플랩 각도뿐만 아니라 착륙전의 체크리스트 가운데 다른 항목을 체크하는 것도 실패했지만, 이미 사고기가 1,000피트(300m)를 하강했을때야 부조종사는 플랩 각도를 설정하지 못했다는 것을 깨닫고 착륙을 위한 플랩 각도를 40도로 조정했다.
23시 49분 32초에 1420편이 착륙하기 전 승무원들은 그 레이다 컨트롤러의 전 기상예보 정보를 주시하고 있었으며 공항으로부터 바람은 330도에 25노트의 속력이라는 내용을 통보받았다. 보고된 풍속은 MD-82의 상정된 맞바람 20노트 제한을 초과했으며 젖은 활주로에 착륙하기 위한 시정도 줄어들고 있었다. 예상 외의 맞바람과 두번의 풍속 변화 경보에도 불구하고 브시먼 기장은 리틀 록으로의 접근을 포기하지 않았으며 대신 4R 활주로로 계속 접근하기 위한 방법을 결정해야만 했다.

## 사고에 이르는 순간
23시 50분 20초에 사고기가 4R 활주로에 닿았다. 착륙바퀴가 닿은지 2초 후 부기장 오리겔이 "우리는 미끄러지고 있어요"라고 상기했다. 어느 누구도 스포일러를 올리는데 실패했기 때문이었는데 착륙했을 때 스포일러가 자동으로 전개되지 않은데다 조종사와 부조종사가 수동으로 스포일러를 올리는데 실패했기 때문이었다. 스포일러는 공기저항을 형성함으로써 항공기의 중량을 착륙바퀴만으로 지지할 수 있게 하는데 만약 스포일러가 전개되었을 경우에는 사고기 중량의 65%는 충분히 착륙바퀴만으로도 지지될 수 있지만 스포일러가 없을 경우 이 수치에서 거의 빠진 15%로 떨어지게 된다. 착륙바퀴와 함께 사고기의 브레이크는 감속하는데 효과가 없었으며 계속 고속으로 활주로를 질주하였다. 브시먼 기장이 엔진 역추진을 개시하면서 방향 제어를 상실하고 사고기의 방향키와 수직 안정판의 효과도 거의 줄어들었다.
사고기는 계속해서 고속으로 800m 정도 떨어진 활주로의 끝까지 질주하다가 공항 보안 펜스와 ILS 로컬라이저에 부딪치기 시작했다. 사고기는 22L 활주로의 착륙등을 지지하는 구조물 설비와 충돌하여 아칸소 강의 제방에 이르는 형태로 최종 정지하였다. 이 구조물은 일반적으로 깨지기 쉬운 형태이며 충격에 직접 전단을 전제로 설계되었으나 지반이 불안정한 강둑에 위치해 있어 확고하게 고정되어 있었다. 견고한 구조물에 충돌하면서 조종실 후방에서 코치 좌석의 첫번째에서 두번째까지 사고기의 기수가 찌그러지고 사고기 동체의 왼쪽 측면이 파괴되었다. 사고기가 강가에 서서히 멈춰섰을 때는 3등분으로 파손되었다.
이 사고로 브시먼 기장과 승객 139명 가운데 10명이 사망했다. 사망자 가운데 사고 직후에는 생존했으나 1주 후 사망한 2명이 포함되었다. 부조종사를 포함한 비행 승무원 4명 가운데 3명이 전치 몇 주의 부상을 입었으며, 승객 41명도 중경상을 입고 치료를 받았다.

## 사고 조사

### 자동 스포일러와 제동 시스템
NTSB는 조종사들이 착륙시 우선적으로 자동 스포일러와 제동 시스템을 제대로 사용하는지 여부를 알아내기 위한 대규모 조사에 착수했다.
조종실 음성 기록장치에 따르면 별 다른 음성 기록이 없는 것으로 볼때 스포일러 레버 혹은 자동으로 전개되지 않았다는 것이 일관된 내용이었다. NTSB는 아메리칸 항공 MD-80 항공기의 두차례 시험 비행을 실시하면서 스포일러를 전개할때의 "클릭" 소리가 잘 들리는지를 확인했으며 조종실 음성 기록장치의 음성을 뒷받침하는 것이었다. 그 뿐만 아니라 아메리칸 항공의 다른 MD-80 항공기를 포함한 비슷한 항공기의 지상 시험도 실시했으며 캘리포니아 팜스프링에서의 착륙 시험동안 스포일러 자동 전개 실패 이후 활주로 이탈을 확인했다. 또한 NTSB에서 발견한 음성은 스포일러를 수동으로 전개했을 때 나는 것으로 스포일러 자동 전개 시스템에서는 나올 수 없는 음성이었다. 결국 음성이 없는 것은 사고기의 조종실 음성 기록 장치의 음성 기록에서 스포일러 레버 또는 자동 스포일러 전개 시스템이 일관되었음을 의미하는 것이었다.
1420편 사고 이후와 팜 스프링에서의 사건은, 아메리칸 항공의 체크리스트를 조종사들이 착륙 직전 스포일러가 자동으로 전개되는지 여부를 확인하도록 개정한 것이었으며, 스포일러 전개 확인과 함께 만약 자동 스포일러 전개 실패시 수동으로 스포일러를 전개하는 지침이었다.

### 뇌우에 대한 조종사들의 행동
NTSB는 악천후에서의 조종사 행동에 이어 리틀록 공항으로의 접근하는 동안 치명적인 폭풍이 조종사들의 의사 결정 과정에서의 결정에 어떤 영향을 미치는지에 대해서도 조사했다.
댈러스 포트워스 공항에 착륙하는 조종사들의 행동에 관한 연구 기록이 매사추세츠 공과대학교(MIT) 소속의 전문가들에 의해 작성되었다. 전문가들은 어떤 경우에도 조종사들이 뇌우에서도 착륙한다는 것을 관찰하고 체크했는데, 뇌우와 조우한 1,952명의 조종사 중 1,310명(67%)이 뇌우속을 비행하는 동안에도 착륙을 시도한다는 것이었었다. 연구에서 조종사들이 야간에 착륙을 시도할 경우와 악천후에서 그들 앞의 다른 항공기가 성공적으로 착륙하는 등 시간에 쫓길때 더 무리한 시도를 한다는 것이 드러났다. 이후 인터뷰에서 NTSB 조사를 이끌었던 그레이그 페이스는 조종사들이 그런 행동을 보이는 것을 알았을 때 상당히 놀라운 느낌을 받았다고 언급했다. 페이스는 사고기의 조종사들이 제한된 14시간에 거의 이르렀을 당시 "도착시의 피로감"을 보일 수 있는 것을 알았다고 추가로 언급했다.

## 사고와 관련된 법적 분쟁
사고와 관련된 소송은 1999년 12월 15일부터 사고 이후 배심원을 중심으로 여러 갈래의 연방 소송을 넘어 다지역의 소송을 통합하는 형태로 진행되었기 때문에 통합 및 조정 절차, 할당이 진행된 관계로 미 아칸소주 동부 지방 법원 부장 판사 헨리 우드에게 다소 늦어진 상태로 배당되었다. 소송에서 승객들은 아메리칸 항공으로부터의 보상과 징벌적 손해배상을 요구했다.
손해배상의 요구가 먼저 진행된것에 대해 아메리칸 항공은 "사고에 대한 명백한 책임과 개별적 재판에 대해서는 보상적 손해 배상의 적절한 양이 계획중이다. 차후에 대부분의 원고측과 함께 아메리칸 항공은 타결 합의에 이를 것이다."
"3건의 보상적 손해배상 재판에 포함된 원고측은 배심원들이 노력한 끝에 마침내 각각 570만 달러, 340만 달러와 420만 달러를 받았다." 이 3건의 원고측이 요구했으나 결국 징벌적 손해배상에 대한 그들의 요구는 받아들여지지 않았다. 연방 지방 법원에서는 아메리칸 항공에 대한 징벌적 손해배상에 유리한 약식 재판을 승인했는데 아칸소주 법에서 밝힌 증거는 배심원의 결정에 문제를 제출하기에는 불충분했다. 이 판결은 후에 확정되어 알려졌다.
1420편 사고의 유일한 책임 예심에서는 리틀록의 연방 배심원을 통해 브시먼 기장의 유족들이 과실치사상에 대한 소송이 리틀록 내셔널 공항을 상대로 진행되어 2만 달러를 받았다. 배심원 결정에 따르면 브시먼 기장의 사망이 발생한것은 활주로 안전 구역에서 불법적으로 부서지지 않은 접근등의 건립을 지원했다는 내용이었는데 그것은 리틀록 내셔널 공항이 공항 안전 기준을 준수하는데 실패하는 결정적 작용이었다.

## 같이 보기
- 대한항공 1533편 활주로 이탈 사고
- 에어프랑스 358편 추락 사고
- TAM 항공 3054편 오버런 사고